# هاگر
هاگر (انگلیسی: Haggar) شرکت پوشاک آمریکایی است، که در سال ۱۹۲۶ تأسیس شد.